# 莱夫·莫尔贝里
莱夫·莫尔贝里（瑞典語：Leif Målberg，1945年9月1日—），瑞典男子足球运动员，司职后卫。他曾代表瑞典国家队参加1970年国际足联世界杯，结果队伍止步小组赛阶段。他于1980年后退役。